# Puchar Polski (okręg Gdańsk) w piłce nożnej mężczyzn (2020/2021)
W sezonie 2020/2021 Puchar Polski na szczeblu okręgowym w okręgu Gdańsk składał się z 5 rund, w których wzięło udział zespoły z okręgu gdańskiego. Rozgrywki miały na celu wyłonienie zdobywcy Okręgowego Pucharu Polski w okręgu Gdańsk i uczestnictwo w rozgrywkach szczebla regionalnego województwa pomorskiego w sezonie 2020/2021.

## Zwycięzcy
Zwycięzcami pucharu zostały drużyny:
- GKS Przodkowo
- Arka II Gdynia
- Wierzyca Pelplin
- Bałtyk Gdynia
- Błyskawica Reda-Rekowo Dolne
- Jaguar Gdańsk
- Chojniczanka II Chojnice
- Amator Kiełpino

## Uczestnicy
Drużyny grające w V rundzie to:

- Arka II Gdynia
- KTS-K Luzino
- Chojniczanka II Chojnice
- Bałtyk Gdynia
- Cartusia Kartuzy
- Lechia II Gdańsk
- Gwiazda Karsin
- KP Starogard Gdański
- Wietcisa Skarszewy
- Radunia Stężyca
- GKS Przodkowo
- GKS Sierakowice
- Wierzyca Pelplin
- Błyskawica Reda-Rekowo Dolne
- NL6 Gdynia
- Amator Kiełpino
- Chojniczanka II Chojnice
- Jaguar Gdańsk

## Finały (V Runda)
Amator Kiełpino - wolny los
| Gospodarz                    | Wynik | Gość                 |
| ---------------------------- | ----- | -------------------- |
| KTS-K Luzino                 | 2:3   | GKS Przodkowo        |
| Cartusia Kartuzy             | 0:1   | Arka II Gdynia       |
| Wierzyca Pelplin             | 3:2   | Radunia Stężyca      |
| GKS Sierakowice              | 2:6   | Bałtyk Gdynia        |
| Błyskawica Reda-Rekowo Dolne | 2:1   | Lechia II Gdańsk     |
| NL6 Gdynia                   | 1:8   | Jaguar Gdańsk        |
| Chojniczanka II Chojnice     | 4:0   | KP Starogard Gdański |